# 萬嘉熙
万嘉熙（1917年—1972年），江西南昌人，万绳栻之子，溥仪五妹韫馨的丈夫。

## 生平
万嘉熙早年受中華民國政府派遣，留学日本士官学校，与溥杰、润麒是学友，交往密切。他被为溥杰看中，与润麟、韫颖商量，将其人品、学业报告溥仪，溥仪与其父载沣、其妹五格格韫馨见到他的照片，允诺与韫馨定亲。1936年12月28日，万嘉熙在满洲国“新京”（今长春）军人会馆与韫馨成婚，成为五“额驸”。婚后，任满洲国禁卫军军官。1941年，留学日本陆军大学，1944年，夫妇返回“新京”，万嘉熙充任高等军事学校中校教官。1945年，满洲国灭亡，与溥仪一起被蘇聯紅軍被俘，押往苏联。中华人民共和国成立后，在押战犯管理所，1957年，获释，后任北京编译社日文翻译。1972年去世。